# Hypothèse silurienne
L’hypothèse silurienne est une expérience de pensée qui évalue la capacité de la science moderne à détecter les preuves de l'existence passée sur la Terre d'une civilisation avancée ayant disparu il y a plusieurs millions d'années. 

## Histoire
Dans un article de 2018, Adam Frank, astrophysicien à l'Université de Rochester, et Gavin Schmidt, directeur du Goddard Institute for Space Studies, se sont intéressés à la possibilité de « détecter les traces d'une hypothétique civilisation industrielle ayant précédé les humains dans les couches géologiques ». Ils décrivent leur démarche de la manière suivante : « Bien que nous doutions fortement que toute civilisation industrielle antérieure ait existé, poser la question d'une manière formelle en exprimant explicitement à quoi pourrait ressembler une telle civilisation soulève ses propres questions utiles liées à la fois à l'astrobiologie et aux études anthropocènes ».
Le terme « hypothèse silurienne » a été inspiré par la série télévisée des années 1970 Doctor Who, notamment l'épisode Doctor Who and the Silurians qui mettait en scène une espèce appelée les Siluriens, une sorte de reptiliens. Dans Doctor Who, les Siluriens forment une civilisation technologiquement avancée qui a vécu son apogée il y a 65 millions d'années (donc à la fin du Crétacé). Cette civilisation s'est effondré avec les dinosaures dans l'extinction Crétacé-Paléogène. L'exercice de pensée est donc : « Si les Siluriens de Doctor Who avaient vraiment existé, comment pourrions nous le savoir ? ».
La possibilité d'une civilisation technologiquement avancée ayant existé plusieurs millions d'années avant les humains avait déjà été évoquée en 1966 par Iossif Chklovski et Carl Sagan dans leur livre Intelligent Life in the Universe.
Cette hypothèse ne doit cependant pas être confondue avec la théorie des anciens astronautes, considérée par la plupart des scientifiques comme pseudo-scientifique.

## Théorie
Selon Frank et Schmidt, comme le processus de fossilisation est relativement rare et que peu de la surface exposée (affleurante) de la Terre est antérieure à la période quaternaire, les chances de trouver des preuves directes d'une telle civilisation, comme des artefacts technologiques, sont faibles. Les chercheurs ont conclu qu'après une longue période de temps, il serait plus facile de trouver des preuves indirectes telles que des anomalies dans la composition chimique ou les rapports isotopiques de sédiments. Les objets qui pourraient indiquer des preuves possibles de civilisations avancées disparues pourraient inclure des plastiques et des résidus de déchets nucléaires enfouis profondément sous terre ou au fond de l'océan.
Des civilisations antérieures auraient également pu voyager dans l'espace et laisser des artefacts sur d'autres corps célestes, tels que la Lune et Mars. Les preuves d'artefacts sur ces deux mondes seraient plus faciles à trouver que sur Terre, où l'érosion et l'activité tectonique les auraient fait probablement disparaître.
Selon ces chercheurs, cette démarche peut être élargie et appliquée à la Terre et à l'humanité. Dans des millions d'années, en raison du fait que les humains étaient dans leur forme actuelle depuis 300 000 ans et ne disposent d'une technologie sophistiquée que depuis quelques siècles, il sera difficile de trouver des traces de notre civilisation.
Selon certains chercheurs, il serait probablement impossible de savoir si « les dinosaures conduisaient des voitures à travers des villes aux bâtiments de plusieurs kilomètres de haut ». Au cours de dizaines de millions d'années, toutes les preuves directes d'une civilisation — ses artefacts et ses vestiges — auraient été réduites en poussière,.
Toutefois, la théorie de l'anthropocène avance que l'ampleur de l'emprise humaine sur la planète peut y laisser des traces manifestes et irrémédiables, comme la modification drastique de la faune et de la flore (notamment l'uniformisation de la biodiversité), la déforestation massive, des modifications profondes dans le cycle de nombreux éléments (carbone, azote, phosphore, soufre, métaux...), la radioactivité des couches sédimentaires due aux essais nucléaires, et l'accumulation massive de nombreux polluants qui dominent de nombreux dépôts géologiques.

## Dans la culture et les arts
L'hypothèse d'une civilisation avancée précédant la nôtre de plusieurs millions d'années avait déjà été avancée bien avant l'épisode de Doctor Who, et existe notamment en science-fiction, par exemple chez Stefan Wul (comme Le Temple du passé, 1957). Publié en 1968, La Nuit des temps de René Barjavel exploite ce thème. 
Cette idée est également présente par deux fois dans le jeu vidéo Chrono Trigger, avec une civilisation reptilienne il y a 65 millions d'années, puis une civilisation post-industrielle à une époque paléolithique (-12 000).